# 祖些·洛迪古斯·尼圖
祖些·羅德列基斯·尼圖（葡萄牙語：José Rodrigues Neto，1949年12月6日—2019年4月29日），生於巴西米納斯吉拉斯州加利萊亞，已退役巴西足球運動員，司職後衛。

## 球員生涯
尼圖生於巴西米納斯吉拉斯州加利萊亞，他曾效力過法林明高、富明尼斯、保地花高與國際體育會以及阿根廷的小保加等著名球隊，於1983年12月隨南美明星隊來香港與精工進行友賽，被香港甲組足球聯賽勁旅東方看中，邀請加盟，成為香港球壇歷年三個巴西國腳中的其中一位，尼圖與另一阿根廷球員盧斯曼奴加盟東方後，球隊脫胎換骨，在足總盃先後淘汰勁旅南華及精工，而決賽又以2–1擊敗先特霸奪標，而他在1972至1978年間曾11次代表巴西國家隊上陣，但沒有取得入球，期間參與過1978年世界盃決賽週四場賽事。

## 球會榮譽
- 里約熱內盧州聯賽冠軍（英语：Campeonato Carioca）（1967、1972、1974、1976年）
- 高喬州聯賽冠軍（英语：Campeonato Gaúcho）（1981、1982年）
- 瓜納巴拉盃冠軍（英语：Taça Guanabara）（1970年）

## 外部連結
- （西班牙文） Boca Juniors statistics （页面存档备份，存于）
- （西班牙文）